# Ли, Сьюзан
Сьюзан Ли (англ. Susan Lee; род. 7 июня 1966, неизвестно), в замужестве Броснан (англ. Brosnan) — австралийская гребная рулевая, выступавшая за сборную Австралии по академической гребле в середине 1980-х годов. Бронзовая призёрка летних Олимпийских игр в Лос-Анджелесе, победительница и призёрка первенств национального значения.

## Биография
Сьюзан Ли родилась 7 июня 1966 года. Занималась академической греблей в Мельбурне в местном гребном клубе Mercantile Rowing Club. Побеждала на чемпионате Австралии в зачёте распашных рулевых четвёрок.
Пик её спортивной карьеры пришёлся на 1984 год, когда она вошла в основной состав австралийской национальной сборной и благодаря череде удачных выступлений удостоилась права защищать честь страны на летних Олимпийских играх в Лос-Анджелесе. В составе четырёхместного экипажа, куда также вошли гребчихи Робин Грей-Гарднер, Карен Бранкур, Сьюзан Чепмен и Марго Фостер, финишировала в решающем заезде третьей позади экипажей из Румынии и Канады — тем самым завоевала бронзовую олимпийскую медаль. При всём при том, на этих соревнованиях из-за бойкота отсутствовали некоторое сильнейшие команды, такие как ГДР и СССР, и конкуренция была ниже.
После лос-анджелесской Олимпиады Ли ещё в течение некоторого времени оставалась в составе гребной команды Австралии и продолжала принимать участие в крупнейших международных регатах. Так, в 1985 году она была лучшей на молодёжном национальном первенстве Австралии в четвёрках лёгкого веса.
В 1989 году принимала участие в чемпионате Австралии в лёгких четвёрках. Кроме того, четыре года занимала должность администратора в клубе, отвечала за подготовку начинающий спортсменок.
Завершив карьеру в академической гребле, в 1992 году вместе с мужем Полом Броснаном занялась бизнесом по разведению лошадей и крупного рогатого скота.